# Seznam skladatelů vážné hudby, T
Seznam skladatelů vážné hudby podle abecedy:
A – B –
C – Č –
D – E – 
F – G –
H – Ch –
I – J –
K – L –
M – N –
O – P –
Q – R –
Ř – S –
Š – T –
U – V –
W – X –
Y – Z –
Ž

## Ta
- Emil Tabakov (1947)
- Dobrinka Tabakova (1980)
- Jehan Tabourot (1520–1595)
- Georges Taconet (1889–1962)
- Ricardo Tacuchian (1939)
- Giovanni Tadolini (1789–1872)
- Josef Tadra (1877–?)
- Paul Taffanel (1844–1908)
- Christian Gotthilf Tag (1735–1811)
- Toroku Tagaki (1904–2006)
- Ernesto Tagliaferri (1889–1937)
- Gino Tagliapietra (1887–1954)
- Thomas Täglichsbeck (1799–1867)
- Peter Richard Tahourdin (1928)
- Germaine Tailleferre (1892–1983)
- Marko Tajčevič (1900–1984)
- Tazul Izan Tajuddin (1969)
- Jeno Takacs (1902–2005)
- Mari Takano (1960)
- Saburo Takata (1913–2000)
- Toru Takemicu (1930–1996)
- Rentaro Taki (1879–1903)
- Otar Taktakišvili (1924–1989)
- Šalva Taktakišvili (1900–1965)
- Josef Tal (1910–2008)
- Howard Talbot (1865–1928)
- Joby Talbot (1971)
- Zsofia Taller (1970)
- Thomas Tallis (1505–1585)
- Louise Talma (1906–1996)
- Riikka Talvitie (1970)
- Eino Tamberg (1930)
- David Tamkin (1906–1975)
- Jonas Tamulionis (1949)
- Dun Tan (1957)
- Karen Tanaka (1961)
- Alexandr Sergejevič Tanějev (1850–1918)
- Sergej Ivanovič Tanějev (1856–1915)
- Elias Tanenbaum (1924–2008)
- Alexander Tanev (1928–1996)
- Hilary Tann (1947)
- Jerre Tanner (1939)
- Alexandre Tansman (1897–1986)
- Johannes Tapissier (1370–1410)
- Bohuslav Taraba (1894–1978)
- Théodore-Jean Tarade (1731–1788)
- Cornel Taranu (1934)
- Cornel Taranu (1934)
- Giovanni Tarditi (1857–1935)
- Béla Tardos (1910–1966)
- Angelo Tarchi (1755–1814)
- Mikael Tariverdjev (1931–1995)
- Andreas Tarkmann (1956)
- Gleb Tarnov (1904–1989)
- Wladyslaw Tarowski (1841–1878)
- Svend Erik Tarp (1908–1994)
- Francisco Tarrega (1852–1909)
- Hippolito Tartaglino (1539–1582)
- Giuseppe Tartini (1692–1770)
- Jerod Impichchaachaaha Tate (1968)
- Phyllis Tate (1911–1987)
- Haydar Tatliyay (1890–1963)
- Wilhelm Taubert (1811–1891)
- Otto Taubmann (1859–1929)
- Carl Tausig (1841–1871)
- Jan Tausinger (1921–1980)
- Vilém Tauský (1910–2004)
- Eduard Tauwitz (1812–1894)
- Hekel Tavares (1896–1969)
- Manuel Tavarez (1842–1883)
- John Tavener (1944)
- John Taverner (1490–1545)
- Clifford Taylor (1923–1987)
- Deems Taylor (1885–1966)
- Matthew Taylor (1964)
- Raynor Taylor (1747–1825)

## Te
- Luigi Maurizio Tedeschi (1867–1944)
- Roy Teed (1928)
- Hans Peter Stubbe Teglbjaerg (1963)
- Richard Teitelbaum (1939)
- Antonio Teixeira (1707–1769)
- Nicanor Teixeira (1928)
- Omar Faruk Tekbilek (1951)
- Georg Michael Telemann (1748–1831)
- Georg Philipp Telemann (1681–1767)
- Nancy Telfer (1950)
- Thomas D.A. Tellefsen (1823–1874)
- Dimitrij Zinověvič Tëmkin (1894–1979)
- Jiří Teml (1935)
- Antonio Francesco Tenaglia (1616–1661)
- Giusto Ferdinando Tenducci (1735–1790)
- Vasilis Tenidis (1936)
- James Tenney (1934–2006)
- Antonio Zachara da Teramo (1355–1415)
- Sonoo Terauchi (1959)
- Anice Terhune (1873–1964)
- Domingo Terradelas (1713–1751)
- Claude Terrasse (1867–1923)
- Avet Rubenovič Terterjan (1929–1994)
- Dimitri Terzakis (1938)
- Giovanni Antonio Terzi (~1580–1620)
- Alicia Terzian (1934)
- Eugenio Terziani (1824–1889)
- Pietro Terziani (1765–1831)
- Tonino Tesei (1961)
- Carlo Tessarini (1690–1766)
- Charles Tessier (~1550–~1604)
- Roger Tessier (1939)
- Flavio Testi (1923)
- Anton Teyber (1754–1822)
- Franz Teyber (1756–1810)

## Th
- George Thalben-Ball (1896–1987)
- Sigismond Thalberg (1812–1871)
- Johann Theile (1646–1724)
- Mikis Theodorakis (1925–2021)
- Christopher Theofanidis (1967)
- Károly Thern (1817–1886)
- Thibaut de Champagne (1201–1253)
- Siegfried Thiele (1934)
- Clemens Thieme (1631–1668)
- Marcel van Thienen (skladatel) (1922)
- Ferdinand Thieriot (1838–1919)
- Johannes Paul Thilmann (1906–1973)
- Maurice Thiriet (1906–1972)
- Xaver Paul Thoma (1953)
- Ambroise Thomas (1811–1896)
- Arthur Goring Thomas (1850–1892)
- Augusta Read Thomas (1964)
- John Thomas (1826–1913)
- John Rogers Thomas (1829–1896)
- Kurt Thomas (1904–1973)
- Michael Tilson Thomas (1944)
- Richard Pearson Thomas (1957)
- Francis Thomé (1850–1909)
- Olav Anton Thommessen (1946)
- Randall Thompson (1899–1984)
- Knud Vad Thomsen (1905–1971)
- Magnus Thomsen (1562–1612)
- John Thomson (1805–1841)
- Virgil Thomson (1896–1989)
- Wilem Frans Thooft (1829–1900)
- Sigurdur Thórdarson (1895–1968)
- Lasse Thoresen (1949)
- Francis Thorne (1922)
- Cedric Thorpe Davie (1913–1983)
- John Holland Thow (1949–2007)
- Waldemar Thrane (1790–1828)
- Ludwig Thuille (1861–1907)
- Leif Thybo (1922–2001)

## Ti
- Giacomo Tiberti (1631–1689)
- Otto Tiehsen (1817–1849)
- Jukka Tiensuu (1948)
- Yann Tiersen (1970)
- Armen Tigranjan (1879–1950)
- László Tihanyi (1956)
- Frank Ticheli (1958)
- Kajetán Tichý (1859–1937)
- Otto Albert Tichý (1890–1973)
- Ivo Tijardovič (1895–1976)
- Kari Tikka (1946)
- Jevgenij Karlovič Tikotskij (1893–1970)
- Alexander Tilley (1944)
- Frederick Tillis (1930)
- Michael Sidney Timpson (1970)
- Johannes Tinctoris (1435–1511)
- Edgar Tinel (1854–1912)
- Luis Tinoco (1969)
- Sebestyén Tinódi (1505–1556)
- Michael Tippett (1905–1998)
- Cacho Tirao (1941–2007)
- Pier Adolfo Tirindelli (1858–1937)
- Franz Tischhauser (1921)
- Antoine Tisne (1932)
- Boris Ivanovič Tiščenko (1939)
- Jehan Titelouze (1562–1633)
- Antonín Emil Titl (1809–1882)
- Aleyej Nikolajevič Titov (1769–1827)
- Sergej Nikolajevič Titov (1770–1825)
- Vasilij Polikarpovič Titov (1650–1715)
- Hiram Titus (1947)
- Anton Ferdinand Titz (1742–1811)

## Tj–To
- Loris Tjeknavorian (1937)
- Rudolf Tobias (1873–1918)
- Kunio Toda (1915–2003)
- Will Todd (1970)
- Sigismund Toduta (1908–1991)
- Carl Joseph Toeschi (1731–1788)
- Johann Christoph Toeschi (1735–1800)
- Karl Theodor Toeschi (1768–1843)
- Alfred Tofft (1865–1931)
- Yoichi Togawa (1959)
- Camillo Togni (1922–1993)
- Ernst Toch (1887–1964)
- Alfred Tolbecque (1830–1919)
- Jean-Baptiste-Joseph Tolbecque (1797–1869)
- Eduardo Toldrá (1895–1962)
- Thomas Tollett (16??–~1699)
- Joannes Tollius (1550–1603)
- Nikolaj Nikolajevič Tolstjakov (1883–1958)
- Dmitrij Alexejevič Tolstoj (1923)
- Josef Toman (1894–1972)
- Guillermo Tomás (1868–1933)
- Giovanni Battista Tomasi (1656–1692)
- Henri Tomasi (1901–1971)
- Alois Luigi Tomasini (1741–1808)
- Haukur Tomasson (1960)
- Bohumil Tomáš (1871–1945)
- Hynek Tomáš (1861–1956)
- Jaroslav Tomášek (1896–1970)
- Theodor Tomášek (1840–1922)
- Václav Jan Křtitel Tomášek (1774–1850)
- Florido Tomeoni (1755–1820)
- Pellegrino Tomeoni (1721–1816)
- Thomas Tomkins (1572–1656)
- Ernest Tomlinson (1924)
- Vincenzo Tommasini (1878–1950)
- Antonio Tonelli (1686–1765)
- Alceo Toni (1884–1969)
- Gerard Tonning (1860–1940)
- David Toradze (1922–1983)
- Giuseppe Torelli (1658–1709)
- Michael Torke (1961)
- Veljo Tormis (1930–2017)
- George William Torrance (1835–1907)
- Francisco de la Torre (1469–1518)
- Tomás de Torrejón y Velasco (1644–1728)
- Andres de Torrentes (1510–1580)
- Pietro Torri (1650–1737)
- Jaanus Torrim (1975)
- Paul Tortelier (1914–1990)
- Vieri Tosatti (1920–1999)
- Enrico Toselli (1883–1926)
- Giuseppe Felice Tosi (16??)
- František Tost (1754–1829)
- Francesco Paolo Tosti (1846–1916)
- Armand Tóth (1955)
- Peter Tóth (1965)
- David Toub (1961)
- Frédéric Toulmouche (1850–1909)
- Jean Louis Toulou (1786–1865)
- Charles Tournemire (1870–1939)
- Marcel Tournier (1879–1951)
- Frank Edward Tours (1877–1963)
- Bramwell Tovey (1953)
- Donald Francis Tovey (1875–1940)
- Joan Tower (1938)
- Douglas Towsend (1921)
- Yuzo Toyama (1931)
- Geoffrey Toye (1889–1942)
- Antonio Tozzi (1736–1812)
- Vincenzo Tozzi (1612–1679)

## Tr
- Giovanni Maria Trabacci (1575–1647)
- Filippo Traetta (1777–1854)
- Tommaso Traetta (1727–1779)
- Sergej Alexandrovič Trailin (1872–1951)
- Viktor Nikolajevič Trambickij (1895–1970)
- Peter Tranchell (1922–1993)
- Chris Trapani (1980)
- Willy Trapp (1923)
- Jakub Jan Trautzl (1749–1834)
- Louis-Antoine Travenol (1698–1783)
- John Travers (1703–1758)
- Roy Travis (1922)
- Eduard Tregler (1868–1932)
- Felix Treiber (1960)
- Johann Philipp Treiber (1675–1727)
- Rinaldo Trematerra (1603–1630)
- Gilles Tremblay (1932)
- Vittorio Trento (1761–1833)
- Daniel Gottlob Treu (1695–1749)
- Armand-Emmanuel Trial (1771–1803)
- Jean-Claude Trial (1732–1771)
- Juan de Triana (1477–1490)
- Giuseppe Tricarico (1623–1697)
- Josef Triebensee (1772–1846)
- Rocco Trimarchi (1861–1936)
- Joan Trimble (1915–2000)
- Lester Trimble (1923–1986)
- Rudolf Trinner (1926)
- Giacomo Tritto (1733–1824)
- Hanuš Trneček (1858–1914)
- Johann Friedrich la Trobe (1766–1845)
- Ruggier Trofeo (1550–1614)
- Antonio Troilo (15??–16??)
- Manfred Trojahn (1949)
- Václav Trojan (1907–1983)
- Jan Trojan Turnovský (~1550–?)
- Ascanio Trombetti (1544–1590)
- Bartolomeo Tromboncino (1470–1535)
- Paolo Troncon (1959)
- Johann Baptist Matthäus Trost (16??–17??)
- Michael Tröster (1956)
- Bartolomeo Trosylho (1500–1567)
- Armando Trovajoli (1917)
- Arnold Trowell (1887–1966)
- Barry Truax (1947)
- Jan Truhlář (1928–2007)
- Friedrich Hieronymus Truhn (1811–1886)
- Ernest Edwin Phillip Truman (1870–1978)
- Richard Trunk (1879–1968)
- Harold Truscott (1914–1992)
- Gilbert Trythal (1930)

## Ts
- Eldad Tsabary (1969)
- Sulkhan Tsintsadze (1925–1991)
- Vassilis Tsitsanis (1917–1984)
- Christos Tsitsaros (1961)
- Akihiro Tsukatani (1919–1995)

## Tu
- Eduard Tubin (1905–1982)
- Antonín Tučapský (1928)
- František Vincenc Tuček (1755–1820)
- Jan Tuček (1743–1783)
- Berthold Tuercke (1957)
- Serafim Sergejevič Tulikov (1914–2004)
- Erik Tulindberg (1761–1814)
- Fisher Tull (1934–1994)
- František Ignác Tůma (1704–1774)
- Franz Tunder (1614–1667)
- Tapio Tuomela (1958)
- Thomas Turek (1973)
- Edmund Turges (1450–1508)
- Joaquin Turina (1882–1949)
- Francesco Turini (1589–1656)
- Gregorio Turini (1560?-1600?)
- Daniel Gottlob Türk (1750–1813)
- Mark Anthony Turnage (1960)
- William Turner (1651–1740)
- Paul Turok (1929)
- Joseph Turrin (1947)
- Zbigniew Turski (1908–1979)
- Martti Turunen (1902–1979)
- Burnet Corwin Tuthill (1888–1982)
- Kalervo Tuukkanen (1909–1979)
- Sven Tüür-Ekki (1959)
- Ferit Tüzün (1929–1977)

## Tv–Tz
- Geirr Tveitt (1908–1981)
- Bohuslav Tvrdý (1897–1946)
- Romuald Twardowski (1930–2024)
- Christopher Tye (1505–1573)
- Richard Týnský (1909–1974)
- Agnes Tyrrel (1846–1883)
- Huang Tzu (1904–1938)
- Vladimir Tzybin (1877–1949)